# Rupienica
Rupienica (niem. Schöndorf) – część miasta Bydgoszcz. Położona jest na południe od centrum miasta, w rejonie Alei Jana Pawła II.
Dawniej odrębna gmina jednostkowa, 1 kwietnia 1920 włączona do Bydgoszczy.